# أليكساندروفسكويي (تومسك)
أليكساندروفسكويي (بالروسية: Александровское) هي مدينة في مقاطعة تومسك أوبلاست في روسيا.
يبلغ عدد سكانها حوالي 7858 نسمة.

## المناخ
يظهر الجدول التالي التغييرات المناخية على مدار السنة لأليكساندروفسكويي:
| البيانات المناخية لـأليكساندروفسكويي | البيانات المناخية لـأليكساندروفسكويي | البيانات المناخية لـأليكساندروفسكويي | البيانات المناخية لـأليكساندروفسكويي | البيانات المناخية لـأليكساندروفسكويي | البيانات المناخية لـأليكساندروفسكويي | البيانات المناخية لـأليكساندروفسكويي | البيانات المناخية لـأليكساندروفسكويي | البيانات المناخية لـأليكساندروفسكويي | البيانات المناخية لـأليكساندروفسكويي | البيانات المناخية لـأليكساندروفسكويي | البيانات المناخية لـأليكساندروفسكويي | البيانات المناخية لـأليكساندروفسكويي | البيانات المناخية لـأليكساندروفسكويي |
| الشهر                                | يناير                                | فبراير                               | مارس                                 | أبريل                                | مايو                                 | يونيو                                | يوليو                                | أغسطس                                | سبتمبر                               | أكتوبر                               | نوفمبر                               | ديسمبر                               | المعدل السنوي                        |
| ------------------------------------ | ------------------------------------ | ------------------------------------ | ------------------------------------ | ------------------------------------ | ------------------------------------ | ------------------------------------ | ------------------------------------ | ------------------------------------ | ------------------------------------ | ------------------------------------ | ------------------------------------ | ------------------------------------ | ------------------------------------ |
| المتوسط اليومي °م (°ف)               | −21.5 (−6.7)                         | −20.1 (−4.2)                         | −10.4 (13.3)                         | −2.4 (27.7)                          | 5.3 (41.5)                           | 13.8 (56.8)                          | 18.1 (64.6)                          | 13.8 (56.8)                          | 7.7 (45.9)                           | −1.8 (28.8)                          | −11.8 (10.8)                         | −18.1 (−0.6)                         | −2.3 (27.9)                          |
| الهطول مم (إنش)                      | 20.8 (0.82)                          | 16.0 (0.63)                          | 15.0 (0.59)                          | 27.7 (1.09)                          | 40.7 (1.60)                          | 81.3 (3.20)                          | 63.1 (2.48)                          | 72.7 (2.86)                          | 53.0 (2.09)                          | 42.2 (1.66)                          | 35.3 (1.39)                          | 23.8 (0.94)                          | 491.6 (19.35)                        |
| متوسط أيام هطول الأمطار (≥ 1.0 mm)   | 6.9                                  | 5.0                                  | 4.7                                  | 7.0                                  | 7.7                                  | 11.1                                 | 9.2                                  | 10.1                                 | 10.1                                 | 11.5                                 | 10.1                                 | 8.0                                  | 101.4                                |
| ساعات سطوع الشمس الشهرية             | 46                                   | 106                                  | 170                                  | 215                                  | 252                                  | 275                                  | 304                                  | 212                                  | 133                                  | 72                                   | 55                                   | 27                                   | 1٬867                                |
| المصدر: NOAA (1961-1990)             |                                      |                                      |                                      |                                      |                                      |                                      |                                      |                                      |                                      |                                      |                                      |                                      |                                      |